# Leptolaimus setiger
Leptolaimus setiger är en rundmaskart som beskrevs av Stekhoven och De Coninck 1933. Leptolaimus setiger ingår i släktet Leptolaimus och familjen Leptolaimidae. Inga underarter finns listade i Catalogue of Life.